# حسین‌آباد (توجردی)
حسین‌آباد (توجردی)، روستایی از توابع بخش توجردی شهرستان سرچهان در استان فارس ایران است.

## جمعیت
این روستا در دهستان توجردی قرار دارد.به نام این روستا در سرشماری مرکز آمار ایران در سال ۱۳۸۵، اشاره شده؛اما از جمعیت آن سخنی گفته نشده است.